# Оёш
Оёш — река в Новосибирской области России. Сливаясь с рекой Чик образует реку Чаус в 18 км от её устья по левому берегу. Длина реки составляет 107 км, площадь водосборного бассейна 4610 км². В верховьях реки расположен канал Прокоп Оёш, соединяющий реку с соседним бассейном реки Малая Сума. В 24 км от устья по левому берегу впадает река Семкина. Рядом с деревней Вахрушево на реке Оёш находятся курганы могильника Вахрушево-1 андроновской (фëдоровской) культуры, 1735—1518 года до н. э.).

## Населённые пункты
На реке стоят Александровский, Студёнкино (Ключенки), Новомихайловка, Вахрушево, Катково, Новотырышкино, Большая Черемшанка, Воробьёво, Малый Оёш.

## Этимология
О. Ф. Саблина выводит топоним из тюркского «оеш» — застойный.

## Данные водного реестра
По данным государственного водного реестра России относится к Верхнеобскому бассейновому округу, водохозяйственный участок реки — Обь от Новосибирского гидроузла до впадения реки Чулым, без рек Иня и Томь, речной подбассейн реки — бассейны притоков (Верхней) Оби до впадения Томи. Речной бассейн реки — (Верхняя) Обь до впадения Иртыша.